# Paul Robeson
Paul LeRoy Bustill Robeson (Princeton, 9 aprile 1898 – Filadelfia, 23 gennaio 1976) è stato un attore, cantante baritono-basso, poliglotta, avvocato e attivista per i diritti civili statunitense.

## Biografia

### I primi anni e il successo
Robeson nacque a Princeton, New Jersey, da un'insegnante e da uno schiavo divenuto pastore protestante. Nonostante la difficile infanzia (la madre morì quando egli aveva sei anni), dimostrò un'incredibile serie di talenti (sportivi, umanistici e artistici), ottenendo eccellenti risultati alla Rutgers University, dove vinse una borsa di studio e dove eccelse nell'atletica e nel football. Mentre frequentava la facoltà di legge alla Columbia University (dove più tardi si laureò), iniziò a recitare e debuttò come attore professionista in Symon the Cyrenian. Dopo la laurea in legge lasciò quasi subito gli ambienti giuridici per dedicarsi alla carriera musicale come cantante, grazie a una voce di basso-baritono particolarmente profonda e ricca di risonanze.
Negli anni venti Robeson si sposò con Eslanda "Essie" Cardoso Goode, una ricercatrice e biologa del Presbyterian Hospital di New York. Nel 1925, dopo aver già recitato con successo in molti spettacoli teatrali, debuttò nel cinema con il film muto Body and Soul e, nello stesso anno, rinunciò a una parte nel film Lulu Belle, nel quale avrebbe dovuto interpretare un personaggio che ricalcava i luoghi comuni sulle persone afroamericane; Robeson trovò ciò particolarmente offensivo, e perciò rifiutò la parte. Continuò a esibirsi sulle scene teatrali in musical come Porgy and Bess di George Gershwin e Show Boat di Jerome Kern.
Ottenne molto successo sia sul mercato statunitense che inglese, e così negli anni trenta trascorse diverso tempo in Inghilterra, esibendosi costantemente in concerti sempre affollati e comparendo con la sua figura imponente in diversi film di produzione britannica, come Bozambo, il gigante nero (1935), e King Solomon's Mines (1937). Iniziò a studiare la storia e le tradizioni del suo continente d'origine, l'Africa, e in qualche anno arrivò a parlare una ventina di lingue, di cui una decina fluentemente.
A Hollywood partecipò al film La canzone di Magnolia, nel quale si produsse in una leggendaria interpretazione del brano Ol' Man River e ad altre pellicole quali The Proud Valley (1940) e Destino (1942) di Julien Duvivier, che fu la sua ultima apparizione sul grande schermo. Negli anni quaranta interpretò il ruolo di Otello a Broadway e in una successiva tournée teatrale.

### Gli anni della guerra fredda
Durante la guerra fredda, la sua fiera opposizione al razzismo e il suo impegno nella lotta per i diritti degli afroamericani gli procurarono l'atteggiamento ostile del governo degli Stati Uniti. Le sue idee politicamente orientate a sinistra e le numerose amicizie nate durante i concerti tenuti in Unione Sovietica portarono le autorità statunitensi a sequestrargli il passaporto nel 1950, cosicché Robeson non poté ritirare il Premio Stalin per la pace assegnatogli dall'Unione Sovietica nel 1952, ricevendolo solo sei anni più tardi, nel 1958. Il grande regista Sergej Michajlovič Ėjzenštejn lo avrebbe voluto come protagonista del film The Black Napoleon, un progetto che però non venne mai realizzato. Robeson suscitò scandalo perché si rifiutò di aiutare gli americani imprigionati in Urss e non volle riconoscere la realtà del Gulag.
Riavuto il passaporto, Robeson e la moglie compirono viaggi con varie tappe per il mondo. La tournée proseguì ancora nel 1963, quando la coppia rimise piede negli Stati Uniti, ma nel 1966 Eslanda morì per un tumore. Per Robeson iniziò un periodo di indebolimento psicofisico che lo condusse a passare la maggior parte del tempo ricoverato in ospedale e a vivere gli ultimi anni in totale isolamento e povertà ad Harlem. Intanto, da tutto il mondo, amici, gente comune, politici, artisti gli scrissero lettere di incoraggiamento per sostenerlo e, nel 1968, per il suo settantesimo compleanno, gli dedicarono una festa a Londra, alla quale presero parte molti attori e artisti celebri.
Dopo due attacchi cardiaci, Paul Robeson morì il 23 gennaio 1976, all'età di 78 anni.

## Filmografia

Paul Robeson come dipinto da Betsy Graves Reyneau, nella collezione del National Archives and Records Administration

- Body and Soul, regia di Oscar Micheaux (1925)
- Camille, regia di Ralph Barton (non accreditato) (1926)
- Borderline, regia di Kenneth MacPherson (1930)
- The Emperor Jones, regia di Dudley Murphy (1933)
- Bozambo, il gigante nero (Sanders of the River), regia di Zoltán Korda (1935)
- La canzone di Magnolia (Show Boat), regia di James Whale (1936)
- Song of Freedom, regia di J. Elder Wills (1936)
- Big Fella, regia di J. Elder Wills (1937)
- King Solomon's Mines, regia di Robert Stevenson (1937)
- Jericho, regia di Thornton Freeland (1937)
- The Proud Valley, regia di Pen Tennyson (1940)
- Native Land, regia di Leo Hurwitz e Paul Strand (1942)
- Destino (Tales of Manhattan), regia di Julien Duvivier (1942)
- Il canto dei fiumi (The Song of the Rivers), regia di Joris Ivens (1954) - documentario